# Малый Павручей
Малый Павручей — ручей в России, протекает по территории Сумпосадского сельского поселения Беломорского района Республики Карелии. Длина ручья — 10 км.
Ручей берёт начало из болота без названия на высоте выше 31,8 м над уровнем моря и далее течёт преимущественно в северо-восточном направлении по заболоченной местности.
Ручей в общей сложности имеет три малых притоков суммарной длиной 1,5 км.
Впадает в Павручей, устье которого находится на Поморском берегу Онежской губы Белого моря].
В нижнем течении Малый Павручей пересекает дорогу местного значения 86К-20 («Беломорск — Сумпосад — Вирандозеро — Нюхча»), а также параллельно ей идущую железную дорогу Беломорск — Обозерская.
Населённые пункты на ручье отсутствуют.
Код объекта в государственном водном реестре — 02020001412202000006990.

## Фотография
|  |